# Parszywa dwunastka
Parszywa dwunastka (ang. The Dirty Dozen) – amerykańsko-brytyjski film wojenny z 1967 roku w reżyserii Roberta Aldricha, zrealizowany na podstawie powieści E.M. Nathansona.

## Fabuła
Wielka Brytania, 1944 rok. Amerykański major John Reisman (Lee Marvin) ma przygotować do samobójczej misji oddział dwunastu żołnierzy, wybranych spośród aresztantów oczekujących na egzekucję lub skazanych na długoletnie więzienie. Celem ataku ma być zamek we Francji, gdzie przyjeżdżają na urlop wysocy rangą oficerowie niemieccy. W razie powodzenia akcji żołnierzy ma objąć amnestia. Major rozpoczyna intensywny trening dwunastki straceńców, ludzi o różnych temperamentach i charakterach, niechętnych rozkazom i zakazom. Zdobywa jednak ich szacunek.

## Obsada

### Role oficerów
- Lee Marvin – major John Reisman
- Ernest Borgnine – generał Sam Worden
- Robert Ryan – pułkownik Everett D. Breed
- George Kennedy – major Max Ambuster
- Richard Jaeckel – sierżant Clyde Bowren
- Robert Webber – generał James Denton
- Ralph Meeker – kapitan Stuart Kinder
- Robert Phillips – kapral Carl Morgan

### Role skazańców
- John Cassavetes – Victor R. Franko
- Charles Bronson – Joseph Wladislaw
- Telly Savalas – Archer J. Magott
- Jim Brown – Robert T. Jefferson
- Donald Sutherland – Vernon L. Pinkley
- Clint Walker – Samson Posey
- Trini Lopez – Pedro Jiminez
- Al Mancini – Tassos R. Bravos
- Tom Busby – Milo Vladek
- Ben Carruthers – Glenn Gilpin
- Stuart Cooper – Roscoe Lever
- Colin Maitland – Seth K. Sawyer

## Nagrody
Film otrzymał cztery nominacje do Oscara w kategoriach: najlepszy aktor drugoplanowy, najlepszy dźwięk, najlepszy montaż oraz najlepsze efekty dźwiękowe. Za tę ostatnią zdobył statuetkę. Ponadto aktor John Cassavetes zdobył nominację do Złotego Globu.